# Rufus Hathaway
Pour les articles homonymes, voir Hathaway.
Rufus Hathaway (1770-1822) est un médecin et peintre américain de style Folk Art. Il vécut dans le sud du Massachusetts où il exécute plusieurs portraits entre 1790 et 1795. À partir de 1796, il étudie la médecine et s'établit à Duxbury (Massachusetts).

## Quelques œuvres
- Lady with Her Pets, 1790, Metropolitan Museum of Art : le plus ancien portrait d'Hathaway[1] ;
- Joseph Robertson Tolman, vers 1795, Whitney Museum of American Art, New York ;
- Sylvia Church Weston Sampson, 1793, Yale University Art Gallery, New Haven, Connecticut ;
- Lucy Winsor, vers 1794, Baltimore Museum of Art, Baltimore, Maryland ;
- Joshua Winsor (1748-1827), 1793, New England Historic Genealogical Society, Boston, Massachusetts.

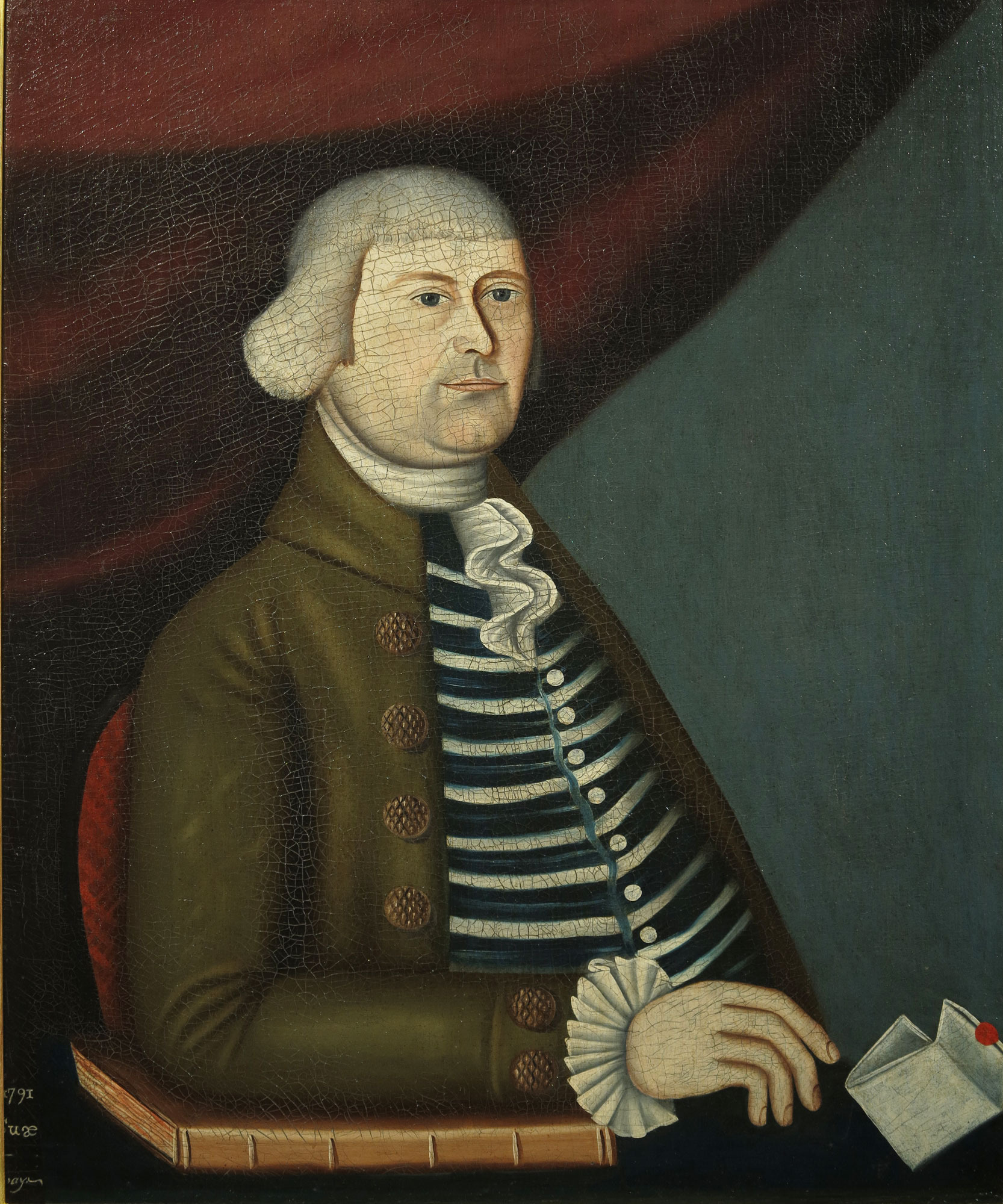
Capitaini Pollycarpus Edson 1791  huile sur toile 30½ x 25 inches Vose Galleries, Boston, Massachusetts
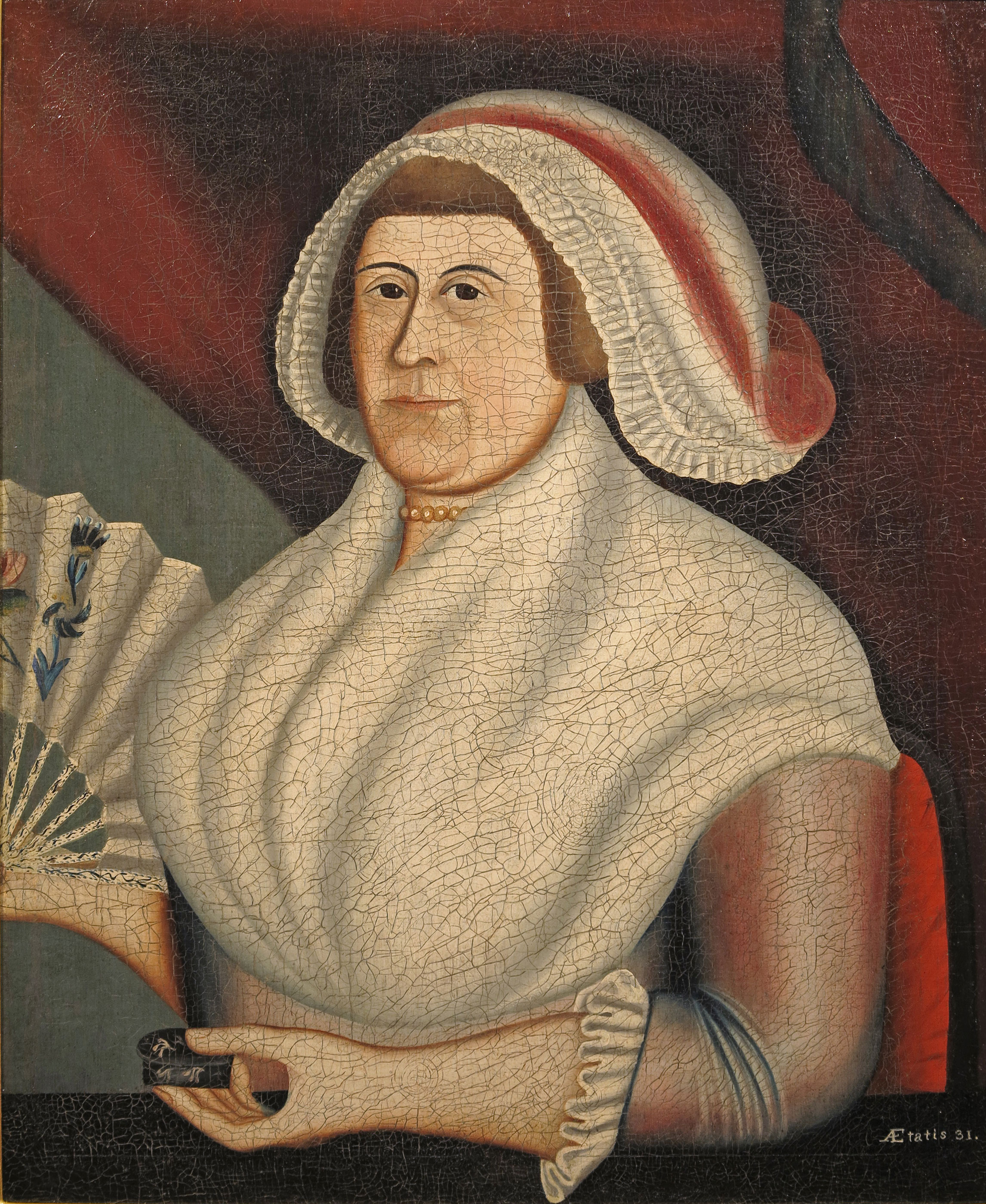
Mrs. Pollycarpus Edson (Lucy Eaton) 1791 huile sur toile  27¾ x 23 inches Vose Galleries, Boston, Massachusetts
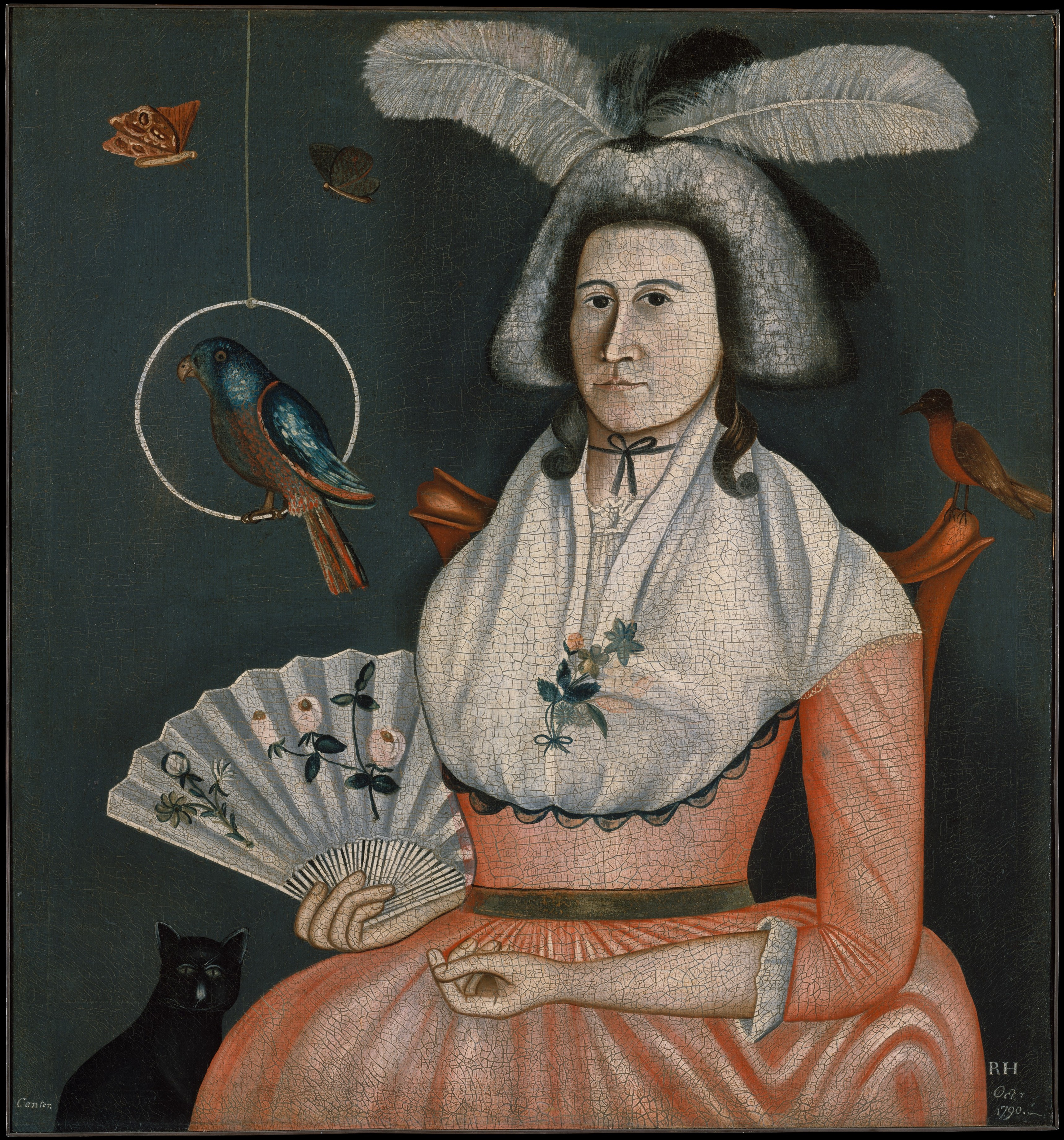
Portrait d'une femmes avec ses animaux domestiques 1790 87 x 81,3 cm  Metropolitan Museum of Art